# Особняк Воробьёва

Мемориальная доска Ахмату Тембулатовичу Цаликову

Особняк Воробьёва — памятник архитектуры и градостроительства во Владикавказе, Северная Осетия. С 2018 года — выявленный объект культурного наследия России и культурного наследия Северной Осетии. В марте 2023 года включен в ЕГРОКН в качестве объекта культурного наследия регионального значения под названием «Особняк генерал-майора Белецкого». Находится в историческом центре города на проспекте Мира, д. 6.
Соседними домами являются бывшее здание Владикавказского окружного суда (№ 4, объект культурного наследия) и жилой дом № 8 (объект культурного наследия).
Одноэтажное здание построено в 1897 году нефтепромышленником, собственником лесопильного завода Воробьёвым, который позже построил доходный дом на Лорис-Меликовской улице. Архитектор не известен.
В доме проживали участник русско-турецкой войны полковник Фёдор (Татаркан) Гусов (1900—1909), видный осетинский общественный деятель, лидер российского демократического мусульманского движения Ахмед Тембулатович Цаликов (1918—1919).
30 мая 2003 года на здании была установлена мемориальная доска Ахмету Тембулатовичу Цаликову (автор — скульптор Чермен Дзанагов).